# I Socialisti Italiani
I Socialisti Italiani sono stati un partito politico italiano.

## Storia

### La scissione dal Nuovo PSI

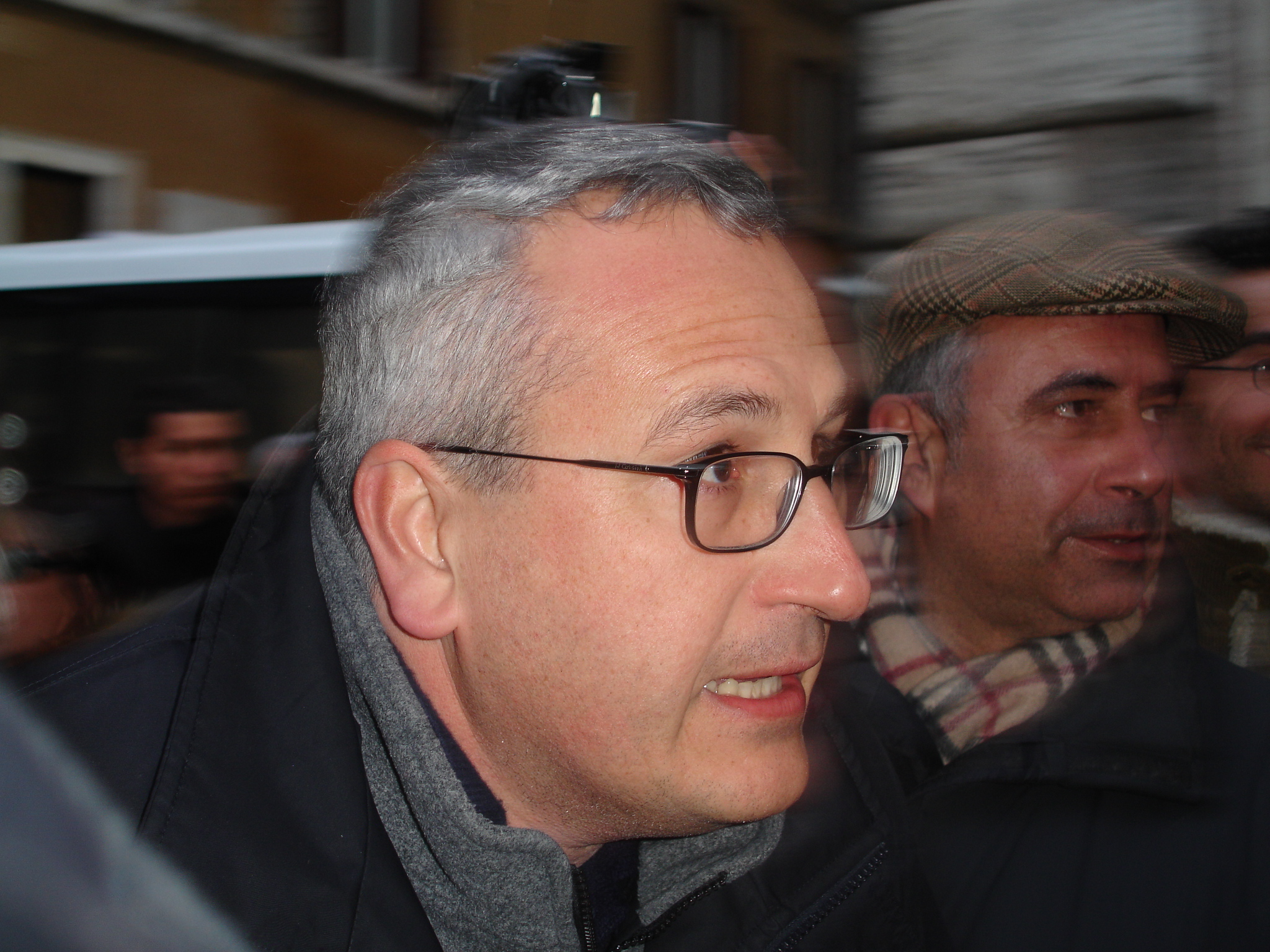
Bobo Craxi

Il Nuovo PSI, partito fondato da Bobo Craxi, Claudio Martelli, Roberto Spano e Gianni De Michelis nel 2001, che faceva parte della coalizione di centrodestra della Casa delle Libertà, andò incontro a una scissione dopo il congresso che si svolge dal 21 al 23 ottobre 2005: la mozione di Bobo Craxi e Saverio Zavettieri, che chiedeva la fine dell'alleanza con il centrodestra, l'uscita dal Governo Berlusconi III, e la ricerca dell'unità socialista all'interno del centrosinistra, viene sconfitta dalla mozione del segretario in carica De Michelis e di Stefano Caldoro.
Il congresso è caratterizzato da momenti agitati: in aula si creano tafferugli e il segretario abbandona l'aula mentre la parte restante dei partecipanti acclama Craxi nuovo segretario. Nasce una disputa legale tra Craxi e De Michelis sulla legittimità del congresso e, sebbene in un primo momento Craxi venga riconosciuto legale rappresentante del Nuovo PSI, un pronunciamento successivo del Tribunale di Roma decreta la nullità del congresso di ottobre e, pertanto, la conferma di De Michelis come segretario.
La scissione definitiva si consuma quindi il 7 febbraio 2006, quando la corrente legata a Bobo Craxi e Saverio Zavettieri abbandona il partito e costituisce l'associazione de I Socialisti in vista delle elezioni politiche 2006, senza mai rinunciare al contenzioso sull'eredità del contrassegno.

### Le elezioni politiche e amministrative del 2006
In vista delle elezioni politiche del 2006, I Socialisti aderiscono alla coalizione de l'Unione che candida a premier Romano Prodi, presentandosi autonomamente con proprie liste. Al momento della presentazione delle liste, però, il suo simbolo viene ricusato: si obietta l'emblema del garofano, adottato in parte dal Nuovo PSI che forma un cartello elettorale con Rotondi, e la presenza del nome "Craxi", associabile al noto personaggio politico del passato. Eliminando il gambo del garofano e la scritta "Craxi", i Socialisti riescono quindi a presentare liste solo in 11 Circoscrizioni alla Camera e in 8 Regioni al Senato.
Nel frattempo i Democratici di Sinistra offrono a Bobo Craxi, come "diritto di tribuna parlamentare", un posto nella lista dell'Ulivo nella circoscrizione Lombardia 3; Craxi, però, non viene eletto.
Il risultato ottenuto da I Socialisti non è esaltante (0,30% alla Camera e 0,37% al Senato) ma i voti conseguiti sono stati determinanti per far vincere la coalizione di Prodi sia alla Camera sia al Senato. I Socialisti non superano per un soffio lo sbarramento regionale del 3% al Senato neppure in Calabria, dove il partito aveva posto la sua roccaforte per la presenza di una forte componente socialista guidata da Saverio Zavettieri.
In seguito alla vittoria elettorale de L'Unione Bobo Craxi viene nominato Sottosegretario al Ministero degli Affari Esteri nel Governo Prodi II.
Il partito si presenta anche alle contestuali elezioni amministrative, eleggendo consiglieri comunali a Rovigo, Barletta, Cosenza e Crotone ed eleggendo un consigliere provinciale a Reggio Calabria. Nessun eletto, invece, a Rimini e alle provinciali di Lucca; in entrambi i casi, i Socialisti si presentavano in una lista unica con il PSDI.

### Il primo congresso

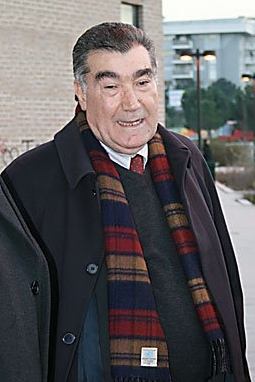
Saverio Zavettieri

Il 10 e 11 marzo 2007, in occasione del primo congresso del partito, il partito muta denominazione, divenendo I Socialisti Italiani. Zavettieri viene eletto per acclamazione segretario nazionale: tra le priorità indicate c'è in primo luogo l'unità socialista, individuando come interlocutore privilegiato i Socialisti Democratici Italiani (SDI) di Enrico Boselli, sostenendo che non si possa proseguire con la presenza di due diversi partiti socialisti nella stessa coalizione. 
Ai Socialisti Italiani, così come allo SDI che nelle Elezioni Europee del 2004 e nelle Regionali del 2005 vi aveva già fatto parte, viene lanciata da più fronti la proposta di entrare nel costituendo Partito Democratico, in procinto di nascere per iniziativa dei due partiti maggiori della coalizione, i Democratici di Sinistra e La Margherita. Dal congresso, tuttavia, prende corpo la contrarietà ad uno scioglimento nel PD, in quanto costituirebbe, secondo Zavettieri, una somma di culture estranee e in antitesi al riformismo socialista.
Il partito partecipa quindi inizialmente al processo costituente che porterà alla fondazione del Partito Socialista, ma già nel mese di novembre 2007 Zavettieri non sottoscrive l'atto costitutivo dell'Associazione che porterà alla Costituzione del Partito non condividendo le finalità e la metodologia che aveva intrapreso il percorso costituente. Bobo Craxi e Franco Simone, invece, a titolo personale, lasciano i Socialisti Italiani per aderire al nuovo Partito Socialista.
In occasione delle elezioni politiche del 2008, il partito presenta il proprio contrassegno al Viminale ma non partecipa alle elezioni.

### Il percorso autonomo
Mantenuta l'autonomia dei Socialisti Italiani, il movimento partecipa ad alcune elezioni amministrative. Inoltre ritornano sulla scena in occasione delle elezioni europee del 2009, quando presentano il simbolo dei Socialisti Uniti per l'Europa (con cui il Nuovo PSI si era presentato nel 2004). Lo stesso simbolo, però, era stato contemporaneamente presentato da Stefano Caldoro, segretario del Nuovo PSI. Inizialmente il Ministero rifiuta il contrassegno dei Socialisti Italiani ma, dopo il ricorso all'Ufficio elettorale della Suprema Corte di Cassazione, fu il simbolo di Caldoro a essere rifiutato con la contestuale ammissione del simbolo di Zavettieri, raffigurante un Garofano Rosso con gambo e foglie verdi inserito in una corona circola di colore verde chiaro, con la dicitura Socialisti Uniti, che da lì in poi rappresenterà il contrassegno ufficiale del Partito. La lista non viene però ammessa alla consultazione elettorale per mancato deposito delle firme pur essendo stato attribuito la titolarità del simbolo conteso con il Nuovo PSI di Stefano Caldoro; i Socialisti Italiani sostenendo di essere esenti dall'obbligo della raccolta di firme (il simbolo dei Socialisti Uniti per l'Europa aveva infatti eletto due eurodeputati nelle ultime elezioni), presentano quindi ricorsi presso i tribunali dei capoluoghi di Circoscrizione.
Il 10 ottobre 2009, con una convention nazionale a Roma, I Socialisti Italiani di Zavettieri si fusero con i socialisti autonomisti di Bobo Craxi, confluendo nel nuovo partito denominato Socialisti Uniti - PSI.

## Congressi
- I congresso - Rimini, 10-11 marzo 2007

## Risultati elettorali
| Elezione       | Elezione | Voti    | %    | Seggi   |
| -------------- | -------- | ------- | ---- | ------- |
| Politiche 2006 | Camera   | 115.066 | 0,30 | 0 / 630 |
| Politiche 2006 | Senato   | 126.431 | 0,37 | 0 / 315 |